# 红叶葡萄
红叶葡萄（学名：Vitis erythrophylla）是葡萄科葡萄属的植物，为中国的特有植物。分布于中国大陆的浙江、江西等地，生长于海拔1,000米的地区，多生长于草地、灌丛、山坡林中及水田沟边。